# 遠賀川駅
遠賀川駅（おんががわえき）は、福岡県遠賀郡遠賀町遠賀川一丁目にある、九州旅客鉄道（JR九州）鹿児島本線の駅である。駅番号はJA17。
遠賀町唯一の駅であるだけでなく、鉄道路線の無い隣の芦屋町のうち町役場を含む遠賀川西岸地域の最寄駅でもある。また、遠賀町と南部で隣接する鞍手町北部の住民の利用客も見られる。

## 歴史

### 年表

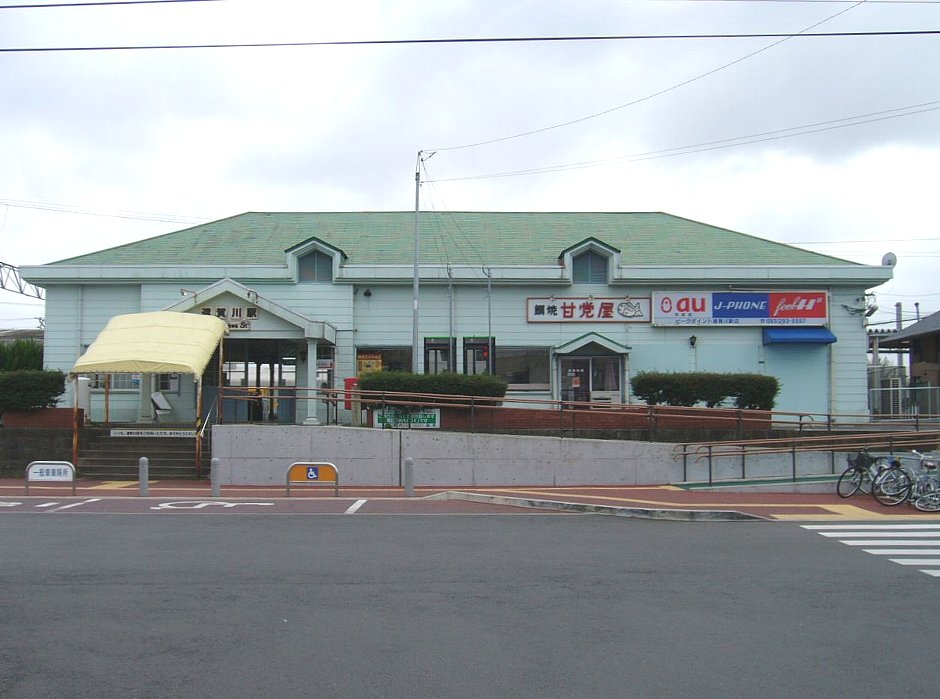
2017年の火災で焼ける前の駅舎

- 1890年（明治23年）11月15日：遠賀郡島門村大字広渡一二二四番地に九州鉄道が開設[4][1]。
- 1907年（明治40年）7月1日：九州鉄道が国有化され帝国鉄道庁所管[1]。
- 1908年（明治41年）7月1日：遠賀川河川改修により現地点に駅移転し[1]、室木線遠賀川 - 室木駅間開通[2]。
- 1929年（昭和4年）4月1日：駅所在地の島門村が浅木村と合併し遠賀村となる。
- 1947年（昭和22年）
  - 3月4日：芦屋線遠賀川 - 芦屋乗降場間開通[3]。
  - 12月16日：駅舎を全面改築し[5]、新駅落成式を挙行[6]。
- 1961年（昭和36年）6月1日：芦屋線全線廃止[3]。
- 1974年（昭和49年）7月10日：貨物取扱廃止[1]。
- 1984年（昭和59年）3月14日：荷物扱い廃止[1]。
- 1985年（昭和60年）4月1日：室木線全線廃止[2]。
- 1987年（昭和62年）
  - 3月18日：駅舎を洋風にリニューアル[7]。
  - 4月1日：国鉄分割民営化により九州旅客鉄道が継承[1]。
- 2000年（平成12年）7月13日：自動改札機を設置し、供用開始[8]。
- 2009年（平成21年）3月1日：ICカード「SUGOCA」の利用を開始[9]。
- 時期不明 - 遠賀川レール技術センター廃止[10]。
- 時期不明 - 遠賀川施設実習センター開設[10]。
- 2015年（平成27年）4月1日：南北自由通路が開通。同時に駅南側の駅前広場と、南側駅前広場から県道に至る道路供用開始。
- 2017年（平成29年）
  - 8月30日：午前8時ごろ、駅構内のたい焼き店付近から出火[11][12]。駅舎を全焼したほか[13]、運転見合わせや遠賀川駅を臨時通過扱いとしたことにより、約2万5千人に影響[13]。
  - 12月9日：臨時駅舎供用開始[14]。
- 2021年（令和3年）7月31日：新駅舎の供用開始[15][16]。
- 2023年（令和5年）10月1日：駅体制の見直しに伴い、これまでJR九州サービスサポートによる駅業務受託となっていた業務委託駅から[17]、九州旅客鉄道本体による直営駅へと変更される[18]。

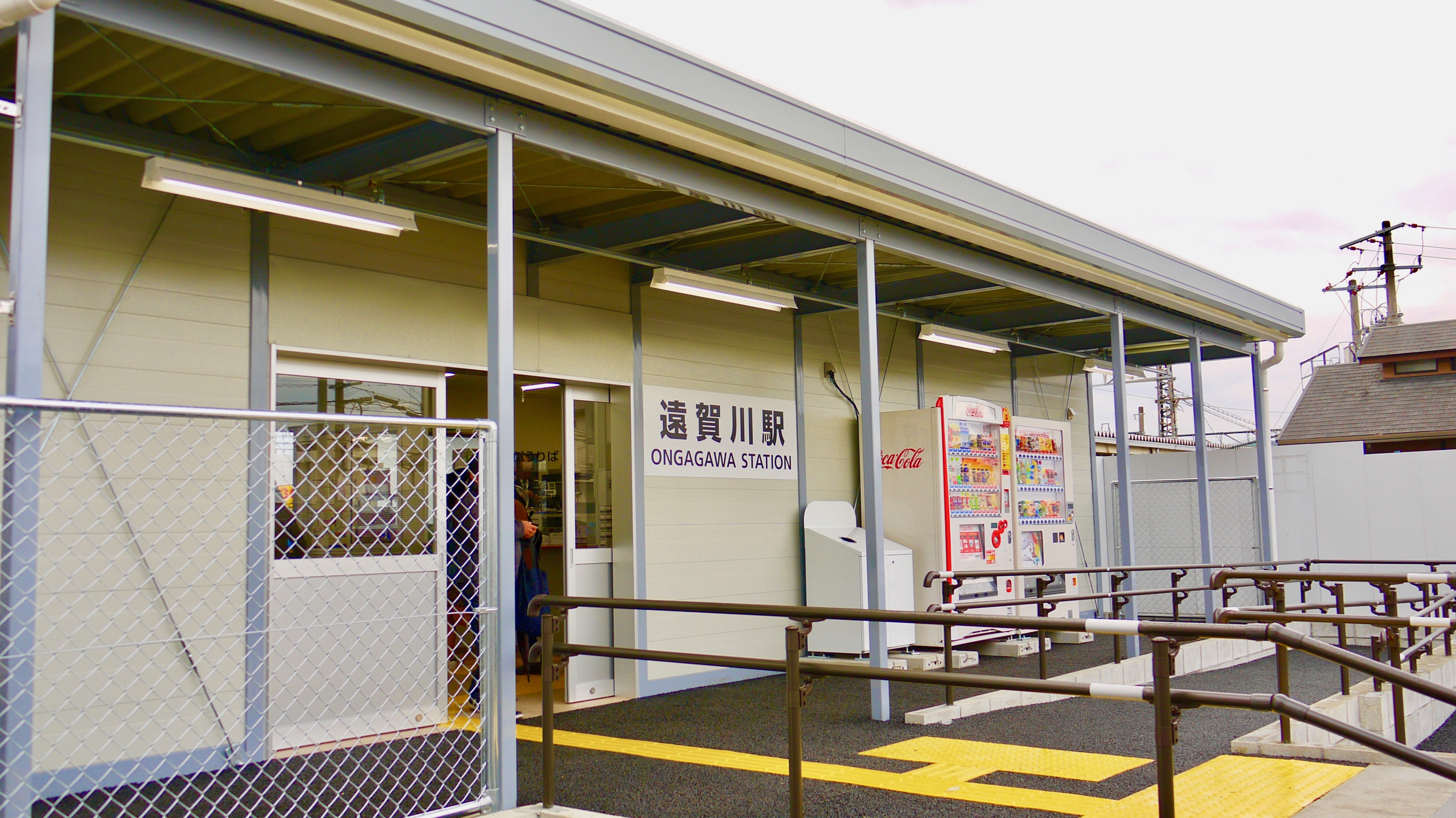
臨時駅舎（2017年12月）
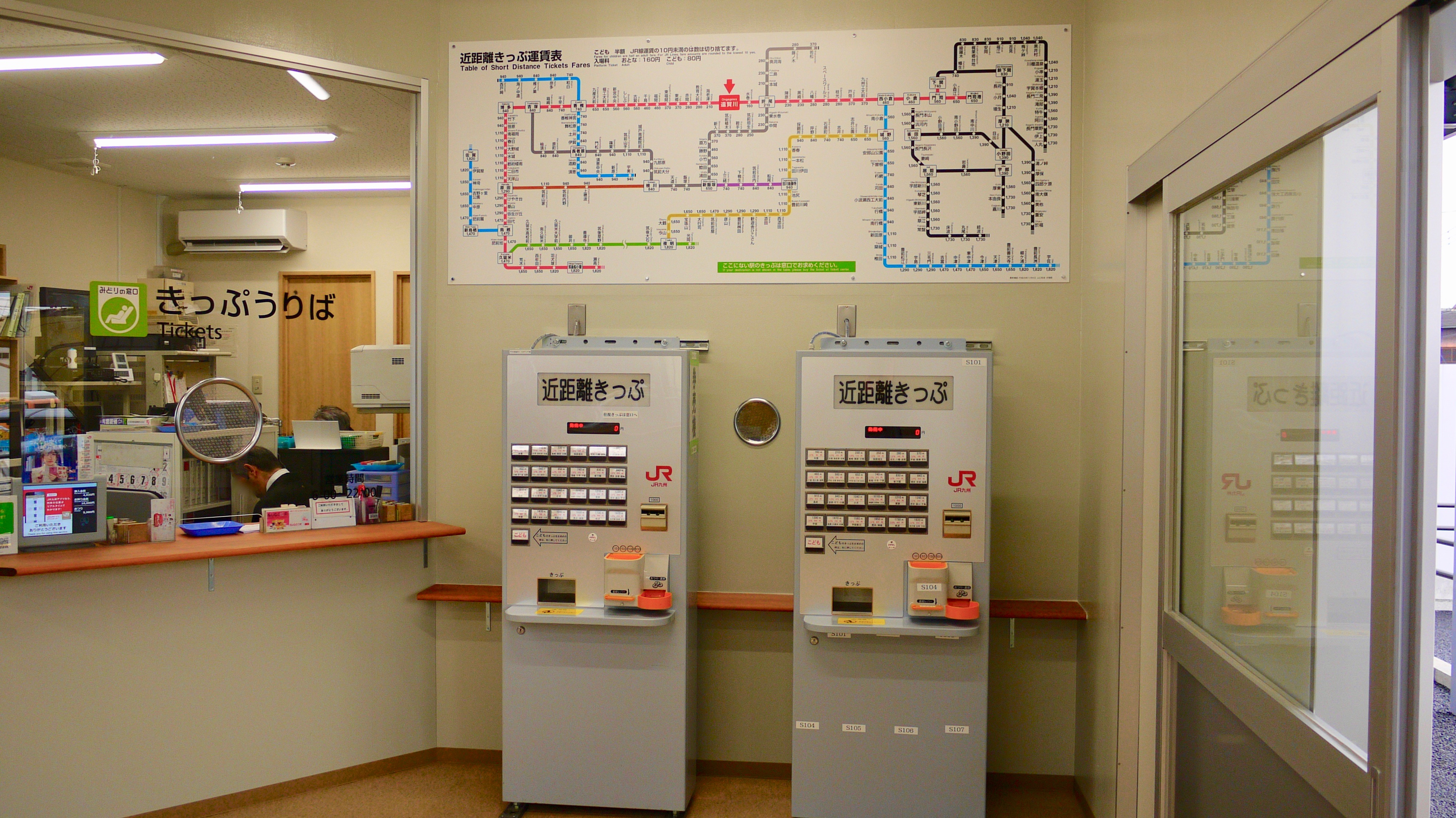
臨時駅舎時代の券売機
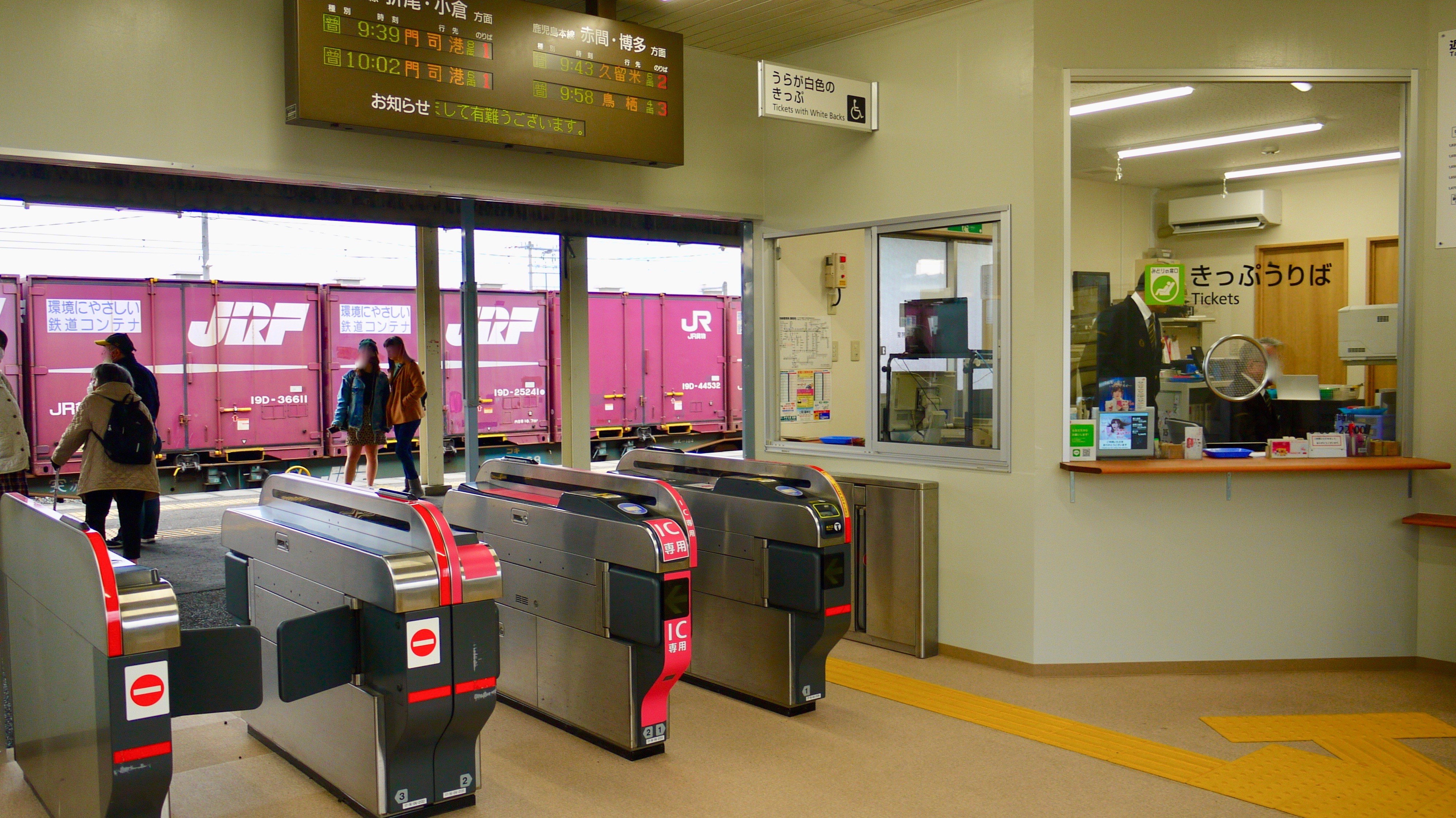
臨時駅舎時代の構内の様子

### 駅名の由来
開業時は遠賀郡島門村と浅木村の境目に駅が設けられ、それぞれが遠賀川の流域に築かれた村であったことから「遠賀川駅」と命名された。
「遠賀川」の「遠賀」は「岡」を示し、「日本書紀」や「万葉集」では「遠賀・岡（おか）の水門（芦屋湾に注がれる川）」としての記述があり、この「遠賀（おか）」が「おんが」と読まれ、今日の「遠賀川（おんががわ）」になったという。
しかし、この「遠賀川」は古い文献では「直方川」や「嘉麻川」と読まれていて「遠賀川」の記載は一切無いため、いつから「遠賀川」と読まれるようになったかは一切不明で、その名が定着したのは明治時代に遠賀郡が発足してからといわれる。

## 駅構造
単式ホーム1面1線と島式ホーム1面2線に、ホームのない待避線2線を合わせた計2面5線の設備を有する橋上駅舎を有する地上駅。改札口は駅北口駅舎の3階にあり、北口1階から改札口へはエレベーター、のぼり専用エスカレーター、2箇所ある階段のいずれか利用となる。のりばは単式ホームの1番、島式ホームの2番、3番からなる。2番線は下り貨物列車待避用、5番線は下り着発線・レールセンターの出入り用で、5番線とその外側には廃止されたレールセンターのヤードが広がる。互いのホームは跨線橋で連絡している。また、駅の外側には実物大のトンネルや駅ホームを備えた実習線が設置されている。なお2021年7月31日に新駅舎が開業する迄は、北側の単式ホームに面した駅舎を使用していた。
直営駅であるが、上述の通り、2023年9月まではJR九州サービスサポートが管理する業務委託駅であった。自動改札機およびみどりの窓口が設置されている。駅舎内（改札外）にキヨスクが設置されていたが、2009年に廃止、撤去された。
前述の火災により、1964年に建設された約400平方メートルの駅舎は焼失した。以降、駅舎西側（博多駅）側に設置された仮駅舎・仮改札口（自動改札機はないがSUGOCA等については無人駅仕様のものを設置し対応）での営業をしていたが、2017年12月9日から軽量鉄骨造（プレハブ）の約66平方メートルの臨時駅舎が開設され、新駅舎開業前の2021年7月30日まで使用されていた。
かつては駅舎と反対側の駅南側から駅に出入りすることは不可能であったが、旧駅舎焼失前の2015年4月1日に駅北側と南側を結ぶ自由通路を開設し、駅南側の自由通路前にロータリーや道路を設け、駅南側からの出入りも可能になった。その後、現行の橋上駅舎建設に伴い、新駅舎と自由通路が接続され、自由通路から直接入場できるようになった。ただし自由通路は橋上駅舎の上の4階にあるため、自由通路からは階段もしくはエレベーターで改札のある3階に降りる必要がある。

### のりば
| のりば | 路線       | 方向 | 行先           |
| ------ | ---------- | ---- | -------------- |
| 1      | 鹿児島本線 | 上り | 小倉・下関方面 |
| 2・3   | 鹿児島本線 | 下り | 赤間・博多方面 |

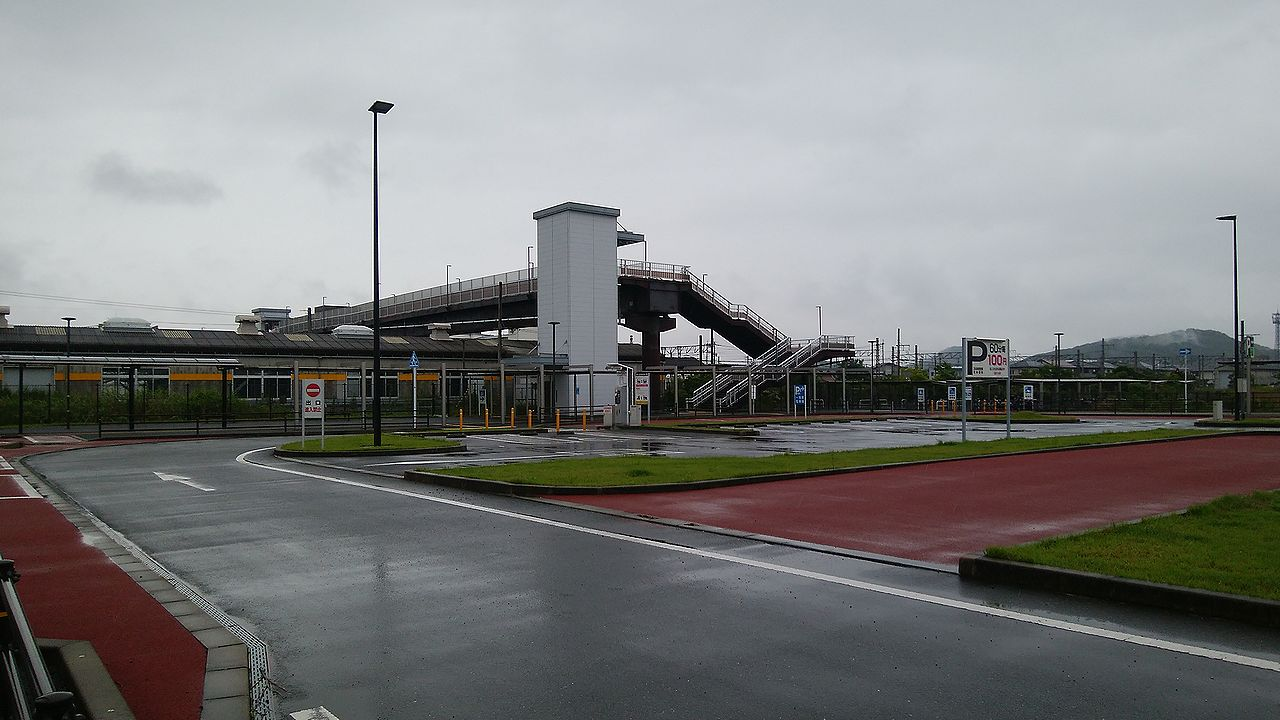
2015年4月1日に新設された南口
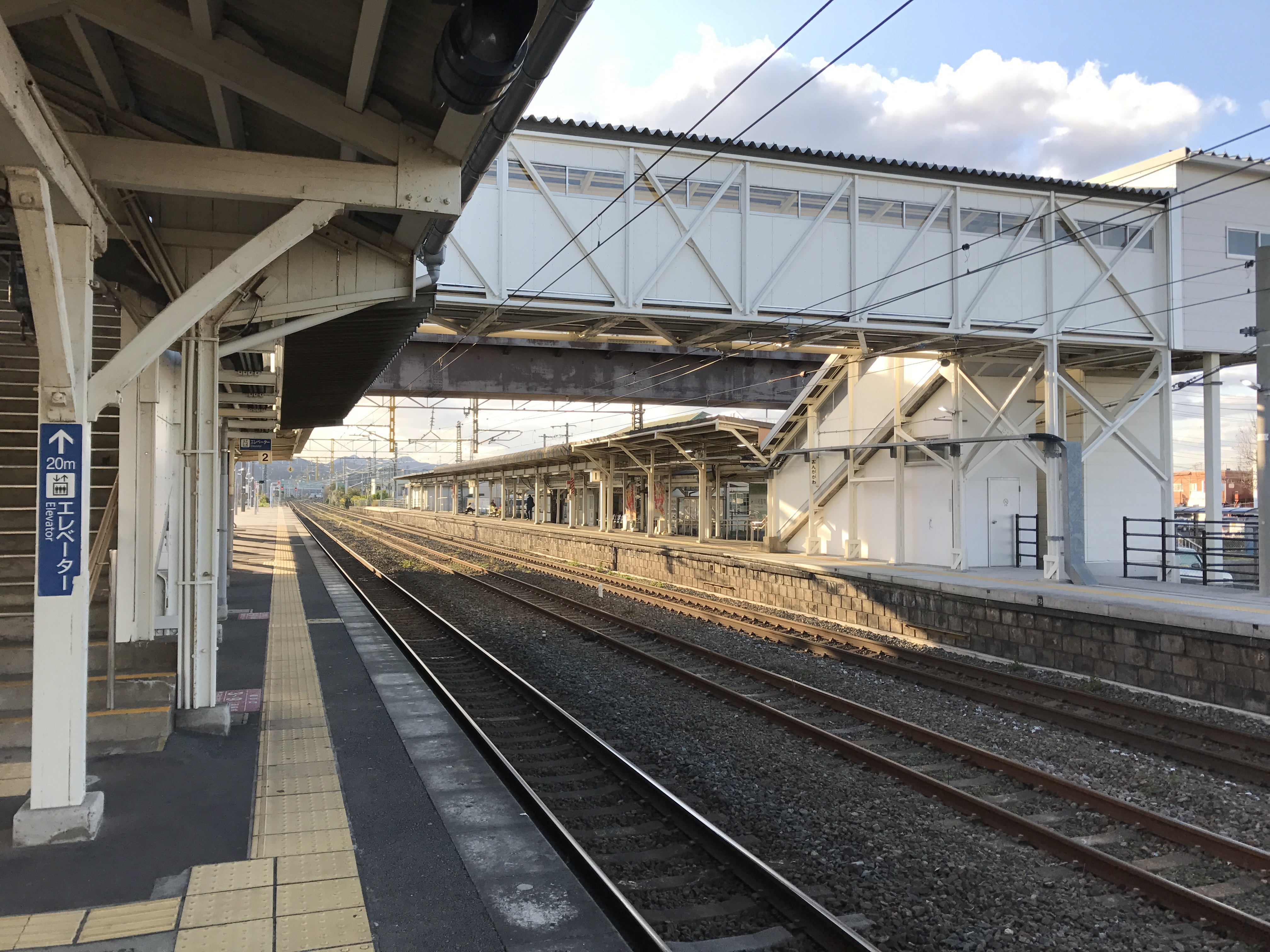
駅構内（現駅舎完成前に2番のりばより1番のりば博多方面）

### 遠賀川レール技術センター（廃止）
5番線の外側には、JR九州の子会社である「九鉄工業」が運営していた「九鉄工業・遠賀川レール技術センター」があり、黒崎駅から送られてきたレールをロングレールに改造する工事などを実施していた。当センターには「遠賀川駅常備」表記のチキ5500形16両（小倉総合車両センター所属）が留置されていたほか、レール吊り上げのクレーンも設置されていた。
その後、レールセンターは廃止され、その跡地を利用してJR九州と九鉄工業の合同研修施設「遠賀川施設実習センター」を設置した。ここでは中堅社員やグループ企業の土木・施設関係職員の検査・作業技術の向上を目的に、実物大のトンネルや駅ホームを備えている。また、センター建物では、施設関係の事故などの展示を行っているという。

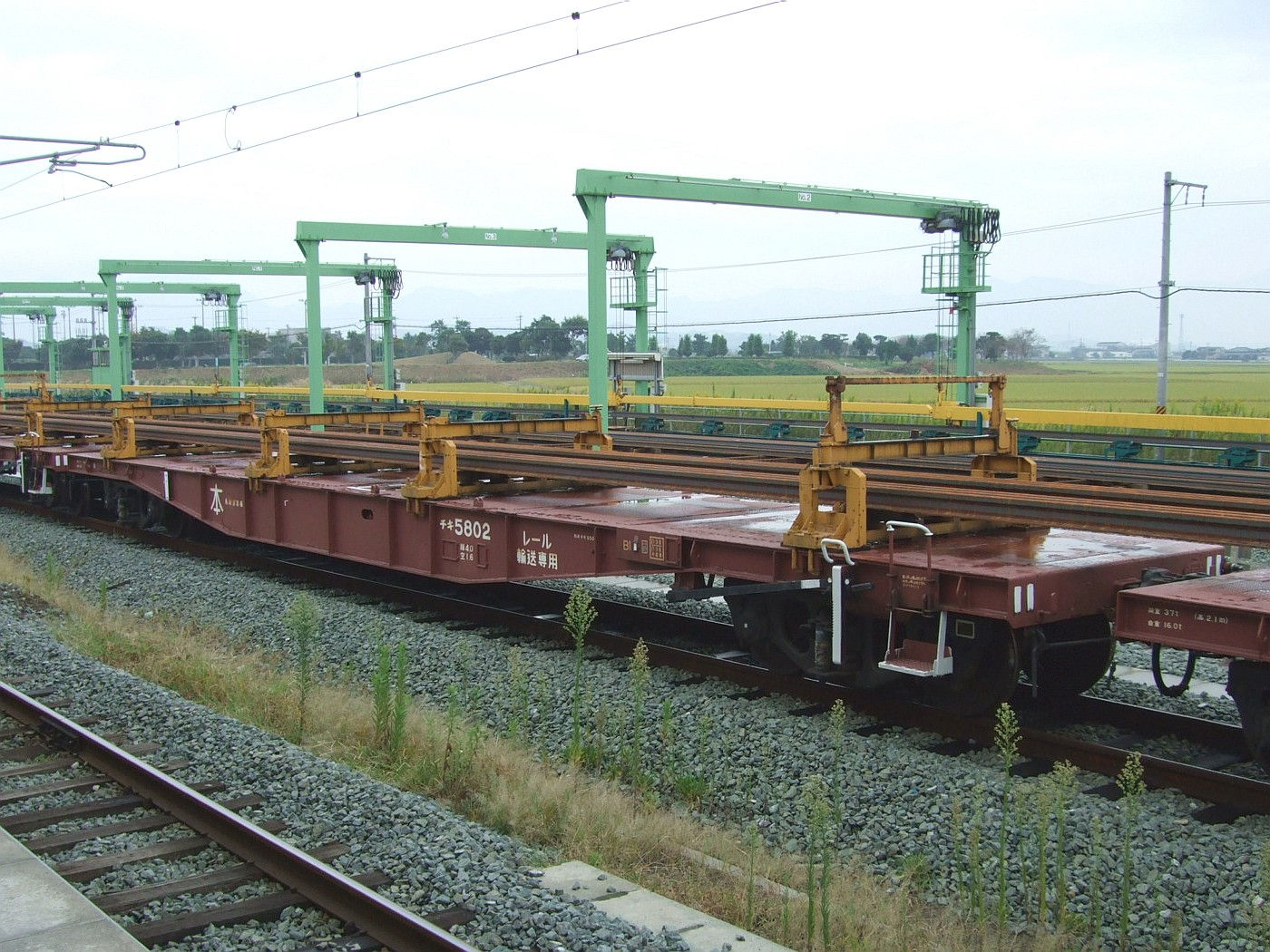
遠賀川レール技術センターに停車中のチキ5500形

## 利用状況
2023年度の1日平均乗車人員は2,214人であり、JR九州の駅としては第77位である。
JR九州によると、近年の1日平均乗車人員の推移は下記の通り。
| 年度               | 1日平均 乗車人員 |
| ------------------ | ---------------- |
| 2016年（平成28年） | 2,647            |
| 2017年（平成29年） | 2,588            |
| 2018年（平成30年） | 2,557            |
| 2019年（令和元年） | 2,522            |
| 2020年（令和02年） | 1,896            |
| 2021年（令和03年） | 2,020            |
| 2022年（令和04年） | 2,109            |
| 2023年（令和05年） | 2,214            |

## 駅周辺
- ファミリーマートJR遠賀川駅店（北口1階）
- おんがみらいテラス
- 福岡県折尾警察署遠賀川交番
- 屋内駐輪場
- 駅東駐輪場
- 駅西駐輪場
- 駅南駐輪場
- 町営遠賀川駅東駐車場
- 遠賀町営駅南第2駐車場
- JQパークス遠賀川駅前（駐車場）
- 遠賀町起業支援施設PIPIT
- 遠賀信用金庫 遠賀支店
- 福岡県道27号直方芦屋線
- 福岡県道55号宮田遠賀線（旧室木線廃線跡をバイパスに転用）
- 福岡県道285号浜口遠賀線
- 福岡県道286号黒山広渡線
- 福岡県道299号岡垣遠賀線（旧国道3号）
- 遠賀川駅前商店街
- やすらぎ遠賀駅前斎場
- 遠賀川郵便局
- 西川
- 遠賀町役場
- JA北九 遠賀支店
- JA北九 やさい畑 遠賀支店（農産物直販所）
- おんが自動車学校（遠賀町コミュニティバス運行事業者）
- 国道3号（駅前交差点から高架橋が見えるが、実際にアクセス可能な最寄交差点までは車で約3分）
- 遠賀郡消防本部
- 遠賀川、遠賀川漕艇場
- 遠賀町立図書館
- 福岡ひびき信用金庫おんが支店
- ゆめタウン遠賀
- 遠賀町立広渡小学校
- 遠賀総合運動公園[20]
- 遠賀町立遠賀中学校
- 島津・丸山歴史自然公園（丸山古墳）
- 芦屋競艇場
- 遠賀川温泉
- 福岡県立遠賀高等学校
- 航空自衛隊芦屋基地
- 芦屋町役場
- 芦屋海水浴場、海浜公園、レジャープールアクアシアン

## バス路線
駅前のバス停（遠賀川駅前バス停）に鞍手町・直方市へ向かう西鉄バス（西鉄バス筑豊）、芦屋町へ向かう芦屋タウンバス、町内各地へ向かうおんがコミュニティバスが発着する。このほか、芦屋競艇場サンライズレース開催日に、競艇場発着の無料バス（折尾駅発着の経由便）および無料タクシーが運行されている。
- 西鉄バス筑豊
  - 66・68：鞍手車庫 / 直方バスセンター
- おんがコミュニティバス
  - 町内各方面
- 芦屋タウンバス
  - 10・20：港湾緑地前
  - 21：芦屋中央病院
  - 22：夏井ヶ浜・はまゆう団地

## 隣の駅
九州旅客鉄道（JR九州）
 鹿児島本線
■快速
通過
■区間快速（一部列車のみ停車）・■普通
水巻駅 (JA18) - 遠賀川駅 (JA17) - 海老津駅 (JA16)

### かつて存在した路線
日本国有鉄道
室木線
遠賀川駅 - 古月駅
芦屋線
遠賀川駅 - 筑前芦屋駅